# ASIAN KUNG-FU GENERATION
ASIAN KUNG-FU GENERATION(アジアン・カンフー・ジェネレーション 아지안 칸푸 제네레숀[*])은 일본의 록 밴드이다. 1996년 요코하마시에서 결성됐으며, 고토 마사후미 (보컬), 키타 켄스케 (기타), 야마다 타카히로 (베이스), 이지치 키요시 (드럼)로 구성되어 있다.
줄여서 '아지캉'(アジカン)이라고도 불린다.

## 구성원
- 고토 마사후미 (보컬, 기타)
- 키타 켄스케 (기타, 보컬)
- 야마다 타카히로 (베이스, 보컬)
- 이지치 키요시 (드럼)

## 내력
1996년
- 요코하마시 간토가쿠인 대학 내의 경음악 연구부에서 결성되었다.
- 영문 가사로 만든 오리지널 곡으로 교내, 고향 요코하마를 중심으로 라이브 활동.
- 대학 졸업 후에는 각 멤버가 회사원으로 일하면서도 밴드 활동을 계속하였다.

2000년
- 자체 제작으로 완전 영문 가사로 만든 6곡 수록 앨범 《THE TIME PAST AND I COULDN'T SEE YOU AGAIN》을 발표해 라이브 회장, 인터넷에서 직접 판매했다.

2001년
- 요코하마 클럽 24에서 "YMD" "BAYSIDE FUTURE" 등 수 차례 자체 기획 이벤트를 개최.

처음으로 일본어로 가사를 쓴 노래 "粉雪"가 완성되어 FM 방송국의 각 인디즈 방송에 음원을 보내
자신들의 음악이 처음으로 FM에서 방송됨(FM Yokohama).
- 이후 일본어로 가사를 쓴 두 번째 자체 제작 CD 'I'm Standing Here'를 발표. 지방 및 각 라이브하우스에서 대 성황.

이 시기부터 시부야를 시작으로 시모기타자와, 키츠쇼지 등에서 정력적으로 라이브 활동을 시작
2002년
- 언더 플라워 레코드의 컴필레이션 CD에 참가.

같은 해 11월 처음으로 정식 음원이 되는 미니 앨범 "崩壞アンプリファ-" 발매.
- 하이라인레코드 주간 차트 연속 1위를 시작으로 오리콘 인디즈 차트 35위를 기록

2003년
- 4월 23일, "崩壞アンプリファ-"가 Ki/oon 레코드에서 이례적으로 재발매.
- 앨범 수록곡 중 '遙か彼方'가 NARUTO-ナルト-의 오프닝 테마로 사용됨. 또한 이날 CS계 ELVIS에 출연.
- 그 이후 'サイレン'까지 5회의 특집이 편성됐다. 또한 '遙か彼方'의 PV는 이 ELVIS 팀에서 만들었다.
- 여름에는 후지 록 페스티벌 '03 「ROOKIE A GO GO」, SUMMER SONIC '03 도쿄/오사카에도 출연.
- 8월 11일 첫 NANO-MUGEN FES를 신쥬쿠 LOFT에서 개최.
- 10월 16일, 싱글 "君という花"에 이어 첫 앨범 "君繫ファイブエム"가 11월 19일에 발매.

2004년
- 1월 19일~2월 25일까지 첫 단독투어「five nano seconds」를 개최(총 13회 공연).
- 4월 7일, TOKYO FM을 키 스테이션으로 하여 JFN 계열 38개 방송국에서 MOTHER MUSIC RECORDS~Over Drive가 방송 개시.
- 제 1탄 싱글 "サイレン"이 4월 14일, 이어지는 제 2탄 싱글 "ループ＆ループ"가 5월 19일에 2개월 연속으로 발매.
- 자체 기획 이벤트 ASIAN KUNG-FU GENERATION presents "NANO-MUGEN FES."를 7월 1일에 일본무도관에서 개최
- 04년 여름에는 MEET THE WORLD BEAT, FUJI ROCK FESTIVAL, ROCK IN JAPAN FES. 등 10개 이상의 전국 각지 페스티벌에 출연.
- 8월 4일에 싱글 "リライト" 발매. 애니메이션 '강철의 연금술사' 오프닝 테마로 사용.
- 9월 23일에는 싱글 "君の街まで"를 발매.
- 10월 20일 2집 앨범 "ソルファ" 발매, 앨범 차트 2주 연속 1위 기록.
- 11월 2일~12월 5일까지 첫 일본무도관 단독 공연을 포함한 전국 투어
- Tour醉杯(SUI CUP）2004～No! Member, November」개최(총 12회 공연).
- 첫 영상작품집인 비디오 클립집 "영상작품집 1권"을 11월 26일에 발매.

2005년
- 3월 14일~6월 26일까지 전국 38개 도시 48회 공연「Tour 2005 "Re:Re:"」를 개최.
- 3월 28일, SPACE SHOWER TV SPACE SHOWER Music Video Awards 05에서 '君の街まで'가 BEST CONCEPT VIDOE 수상.
- 자체 기획 이벤트 ASIAN KUNG-FU GENERATION presents "NANO-MUGEN FES. 2005"를 7월 9일에 요코하마 아레나에서 개최.
- ASIAN KUNG-FU GENERATION을 포함한 일본 4개 밴드, 영국 4개 밴드의 총 8개 밴드가 출연,
- 2개 스테이지제 도입. 또한 이 8개 밴드의 노래를 수록한 페스티벌 연동 컴필레이션 CD
- "NANO-MUGEN COMPILATION"을 6월 8일에 발매. ASIAN KUNG-FU GENERATION의 신곡 "ブラックアウト"을 수록.
- 여름 서머 소닉 05(도쿄/오사카), ROCK IN JAPAN FES. 05, RISING SUN ROCK FES. 2005의 메인 스테이지에 출연.
- 오아시스, 위저 등과 같은 스테이지에서 공연.
- 2004년부터 계속해 온 MOTHER MUSIC RECORDS~Over Drive가 종료.
- 현재는 후속 프로그램인 SCHOOL OF LOCK!(TOKYO FM, 수요일 11시 05분~)에 출연중.
- 11월 30일 7번째 싱글 "ブルートレイン" 발매. 이어지는 12월에는 "醉杯2005～winter the dragon～"을 개최.

2006년
- 결성 10주년을 맞이했다.
- 2월 15일 8번째 싱글 "ワールドアパート" 발매. 아지캉 처음으로 오리콘 싱글 차트 초등장 1위 기록.
- 3월 7일 토치기현 닛코 시립 히가시 중학교에서 학생 한정으로 라이브 개최(SCHOOL OF LOCK! 기획)
- 3월 15일 3집 앨범 《ファンクラブ》발매.
- 4월 24일부터 Tour2006 「count 4 my 8 beat」총 38회 공연 개최.
- 7월 16일+17일에 자체 기획 이벤트 ASIAN KUNG-FU GENERATION presents NANO-MUGEN FES.2006을
- 요코하마 아레나에서 개최. 첫 2Days. 페스티벌 직전인 7월 5일에는 신곡 "十ニ進法の夕景"을 수록한
- 컴필레이션 CD "NANO-MUGEN COMPILATION 2006"을 발매.
- 7월 28일 후지 락 페스티벌 06 「GREEN STAGE」에 출연.
- 10월 25일 첫 편집반 'フィ-ドバックファイル(피드백 파일)' 발매. 신곡 '繪畵敎室'과 '堂堂巡りの夜' 수록.
- 또한 초회한정반은 DVD가 첨부된 2매 세트반.
- 11월 29일 9번째 싱글 《或る街の群靑》 발매. 12월 23일에 개봉한 영화 《鐵コン筋クリ-ト》의 주제가로 사용됐다.
- 영화 타이업은 아지캉 최초다.

2007년
- NANO-MUGEN FES는 실시하지 않는 대신 여름에는 각지의 다양한 페스티벌에 참가.
- 3월 21일, Tour醉杯 2006-2007의 내용을 수록한 세 번째 DVD '영상작품집 3권~Tour醉杯 2006-2007 the start of a new season~' 발매.
- 같은 날 발매된 HUSKING BEE의 트리뷰트 앨범에도 '欠けボタンの浜'로 참가.
- 4월 27일, 두 권째 히스토리 북 《春か、遥か》 발매.
- 7월 29일, 한국에서 개최된 펜타포트 락 페스티벌 2007에 출연했다. (이것은 밴드에 있어서 첫 해외 공연이다.)

## 음반 목록

### 싱글
| 순서   | 타이틀                                | 최고 순위 (오리콘) | 판매량 인증 (일본 레코드 협회) | 수록 음반                 |
| ------ | ------------------------------------- | ------------------ | ------------------------------ | ------------------------- |
| 2003년 | 〈미래의 파편〉                       | 34                 | ─                              | 《키미 츠나기 파이브 엠》 |
| 2003년 | 〈너라는 꽃〉                         | 14                 | ─                              | 《키미 츠나기 파이브 엠》 |
| 2004년 | 〈사이렌〉                            | 2                  | ─                              | 《Sol-fa》                |
| 2004년 | 〈루프&루프〉                         | 8                  | 골드                           | 《Sol-fa》                |
| 2004년 | 〈리라이트〉                          | 4                  | 골드                           | 《Sol-fa》                |
| 2004년 | 〈너의 동네까지〉                     | 3                  | 골드                           | 《Sol-fa》                |
| 2005년 | 〈블루트레인〉                        | 5                  | 골드                           | 《팬클럽》                |
| 2006년 | 〈월드 아파트〉                       | 1                  | 골드                           | 《팬클럽》                |
| 2006년 | 〈어느 거리의 군청〉                  | 4                  | ─                              | 《월드 월드 월드》        |
| 2007년 | 〈애프터 다크〉                       | 5                  | ─                              | 《월드 월드 월드》        |
| 2008년 | 〈구르는 바위, 너에게 아침이 내린다〉 | 6                  | ─                              | 《월드 월드 월드》        |
| 2008년 | 〈후지사와 루저〉                     | 6                  | ─                              | 《서프 분가쿠 가마쿠라》  |
| 2009년 | 〈신세기의 러브송〉                   | 4                  | ─                              | 《매직 디스크》           |
| 2010년 | 〈소라닌〉                            | 3                  | ─                              | 《매직 디스크》           |
| 2010년 | 〈마이고이누토 아메노 비트〉          | 8                  | ─                              | 《매직 디스크》           |
| 2011년 | 〈마칭 밴드〉                         | 9                  | ─                              | 《Best Hit AKG》          |
| 2012년 | 〈가카토데 아이오 우치나라세〉        | 8                  |                                | 《랜드마크》              |
| 2012년 | 〈그럼, 내일 또 봐〉                  | 11                 |                                | 《랜드마크》              |
| 2013년 | 〈이마오 이키테〉                     | 10                 |                                | 《피드백 파일 2》         |
| 2015년 | 〈Easter〉                            | 8                  |                                | 《Wonder Future》         |
| 2016년 | 〈Right Now〉                         | 8                  |                                | 《BEST HIT AKG 2》        |
| 2016년 | 〈Re:Re:〉                            | 9                  |                                | 《Sol-fa 2016》           |
| 2016년 | 〈블러드 서큘레이터〉                 | 13                 |                                | 《BEST HIT AKG 2》        |
| 2017년 | 〈코야오 아루케〉                     | 15                 |                                | 《홈타운》                |
| 2018년 | 〈보이&걸즈〉                         | 18                 |                                | 《홈타운》                |
| 2019년 | 〈Dororo/카이호쿠〉                   | 17                 |                                | 《플래닛 포크스》         |
| 2020년 | 〈다이얼로그/후레타이 타시카메타이〉  | 9                  |                                | 《플래닛 포크스》         |
| 2021년 | 〈엠파시〉                            | 17                 |                                | 《플래닛 포크스》         |
| 2022년 | 〈데마치야나기 패러렐 유니버스〉      | 9                  |                                |                           |
| 2023년 | 〈슈쿠엔〉                            |                    |                                |                           |

### 미니 음반
| 연도 | 제목                                                                  | 최고순위 | 판매량 인증 |
| ---- | --------------------------------------------------------------------- | -------- | ----------- |
| 2003 | 《붕괴 앰플리파이어》 (崩壊アンプリファー) - 발매일: 2003년 4월 23일  | 45       | 플래티넘    |
| 2004 | 《아직 보지 못한 내일로》 (未だ見ぬ明日に) - 발매일: 2004년 10월 20일 | 2        | 골드        |

### 정규 음반
| 연도   | 제목                                                                          | 최고 순위 | 판매량 인증   |
| ------ | ----------------------------------------------------------------------------- | --------- | ------------- |
| 2003년 | 《키미 츠나기 파이브 엠》 - 발매일: 2003년 11월 19일                          | 5         | 플래티넘      |
| 2004년 | 《Sol-fa》 (ソルファ) - 발매일: 2004년 10월 20일                              | 1         | 더블 플래티넘 |
| 2006년 | 《팬클럽》 (ファンクラブ) - 발매일: 2006년 3월 15일                           | 3         | 플래티넘      |
| 2008년 | 《월드 월드 월드》 (ワールド ワールド ワールド) - 발매일: 2008년 3월 5일      | 1         | 골드          |
| 2008년 | 《서프 분가쿠 가마쿠라》 (サーフ ブンガク カマクラ) - 발매일: 2008년 11월 5일 | 2         | 골드          |
| 2010년 | 《매직 디스크》 (マジックディスク) - 발매일: 2010년 6월 23일                  | 2         | 골드          |
| 2012년 | 《랜드마크》 (ランドマーク) - 발매일: 2012년 9월 12일                         | 4         |               |
| 2015년 | 《Wonder Future》 - 발매일: 2015년 5월 27일                                   | 4         |               |
| 2016년 | 《Sol-fa 2016》 (ソルファ（2016）) - 발매일: 2016년 11월 30일                 | 4         |               |
| 2018년 | 《홈타운》 (ホームタウン) - 발매일: 2018년 12월 5일                           | 7         |               |
| 2022년 | 《플래닛 포크스》 (プラネットフォークス) - 2022년 3월 30일                    | 12        |               |

### 컴필레이션 음반
| 연도   | 제목                                                               | 최고 순위 | 판매량 인증 |
| ------ | ------------------------------------------------------------------ | --------- | ----------- |
| 2006년 | 《피드백 파일》 (フィードバックファイル) - 발매일: 2006년 3월 15일 | 3         | 골드        |
| 2012년 | 《BEST HIT AKG》 - 발매일: 2012년 1월 18일                         | 1         |             |